# Игов, Светлозар
Светлоза́р Атана́сов И́гов (30 января 1945, Радуил, Третье Болгарское царство — 28 сентября 2023, София) — болгарский литературный критик, историк литературы, писатель, поэт, переводчик с сербскохорватского. Профессор Пловдивского университета (2010).

## Биография
Родился в январе 1945 года в селе Радуил. Первый писательский опыт получил в 1960 году, в газете «Средношколско знаме». Окончил факультет славянской филологии в Софийском университете в 1966 году. Специализировался в Белграде и Загребе (1967—1968). Работал ассистентом в Софийском университете (1967—1969). Был редактором в еженедельной газете «Литературен фронт» (1969—1970) и журнале «Съвременик» (1972—1977). Главный редактор журнала «Език и литература» (1994—2005).
Научную деятельность начал в 1976 году в Институте искусствоведения Болгарской академии наук. В 1978 году защитил диссертацию на тему «Иво Андрич — творческо развитие и художествена структура». с 1978 по 1987 научный сотрудник, затем старший научный сотрудник Института литературы БАН.
С 1978 года преподавал славянскую литературу в Пловдивском университете, с 1983 года доцент, с 2010 года профессор.
Основатель (2007) и единственный член жюри ежегодной литературной премии «Дъбът на Пенчо» («дуб Пенчо»), которая вручается в годовщину смерти Пенчо Славейкова в Софии, возле засохшего дуба, воспетого в его стихотворении, и представляет собой грамоту и овации коллег.
Умер в Софии 28 сентября 2023 года.

## Литературоведение и литературная критика
Научные интересы Игова охватывали сравнительное и славянское литературоведение, историю и теорию литературной критики, поэтику романа, проблемы общего искусствоведения, теорию и практику перевода. Считается одним из ведущих исследователей творчества Иво Андрича. Написал 40 книг и более 1000 публикаций в периодических изданиях, представляющие широкий спектр литературоведческих жанров и тем, среди них знаковый для болгарского литературоведения труда: монографии «История на българската литература 1878—1944» (1981). Игов предложил новый, современный взгляд на болгарскую литературу и новая схема периодизации её развития. Книга была запрещена, впервые опубликована только в 1990 году и несколько раз переиздавалась.

## Творчество
Произведения художественной литературы Игова представляют всевозможные жанры: поэзия, афоризмы, рассказы, эссе, пьесы и романы. Выступал как составитель сборников и антологий. Переводил произведения сербских писателей на болгарский язык.

## Награды
Удостоен ряда профессиональных наград, в том числе национальной премии за литературную критику имени Ивана Радославова и Ивана Мешекова (1999), литературной премии имени Ивана Динкова (2006), премии имени Йордана Йовкова за вклад в исследование и популяризацию его литературного наследия (2010), премии Ивана Вазова (болг. Вазова награда) (2012), литературной премии "Перо" (болг. "Перото") за общий вклад в болгарский литературный контекст (2019). Почётный доктор Великотырновского университета (2020).